# 페터 카를 골트마르크
페터 카를 골트마르크(독일어: Peter Carl Goldmark, 1906년 12월 2일 ~ 1977년 12월 7일)는 미국에서 활동한 독일계 헝가리인 기술자이자 발명가이다. 헝가리어 이름은 골드마르크 페테르 카로이(Goldmark Péter Károly)이다.
최초로 실용적인 컬러텔레비전 시스템을 개발하였고, LP 레코드도 발명하였으며, 후에 달의 공전을 관측한 우주선에 싣는 특수 카메라를 제작한 팀을 이끌었다.